# Procesión das Xás
Procesión de las Xás o Procesión de las Xans: procesión semejante a la Santa Compaña pero que se diferencia en que no son fantasmas de muertos los que van en ella, sino fantasmas de vivos.
Marchan en dos hileras y llevan un féretro. Cuanto más cerca del féretro van los miembros, más inminente es su muerte. Los que van más lejos pueden tardar hasta tres o cuatro años. El que se encuentra con esta procesión, solamente la ve, pero no la siente. El encuentro se da casi siempre en los cruces de los caminos, donde es costumbre detenerse con los difuntos para que los curas echen responsos.
Si el que la encuentra es un amigo de los que van en la procesión, lo único que le hacen es llevarlo por el aire a otra parte; si es enemigo, le dan una gran paliza y lo arrastran por las zarzas.
Son pocas las personas que ven la procesión das Xás, pues para esto se necesita poseer una de estas condiciones: que el padrino de quien la ve rezase mal el credo cuando lo bautizaron, o bien que el cura cambiase los santos óleos confundiendo los de la extrema unción con los del bautismo. Tal error se puede remediar bautizándose de nuevo.
- Datos: Q3398661